# Le Planois
Le Planois är en kommun i departementet Saône-et-Loire i regionen Bourgogne-Franche-Comté i östra Frankrike. Kommunen ligger i kantonen Saint-Germain-du-Bois som tillhör arrondissementet Louhans. År 2022 hade Le Planois 87 invånare.

## Befolkningsutveckling
Antalet invånare i kommunen Le Planois
| Referens: INSEE |